# Чужие (фильм, 1961)
«Чужие» (лит. Svetimi) — советский чёрно-белый художественный фильм 1961 года, снятый режиссёром Марионасом Гедрисом на Литовской киностудии.
Премьера фильма состоялась в феврале 1962 года в Вильнюсе, всесоюзная премьера — 20 июля 1962 года в Москве.

## Сюжет

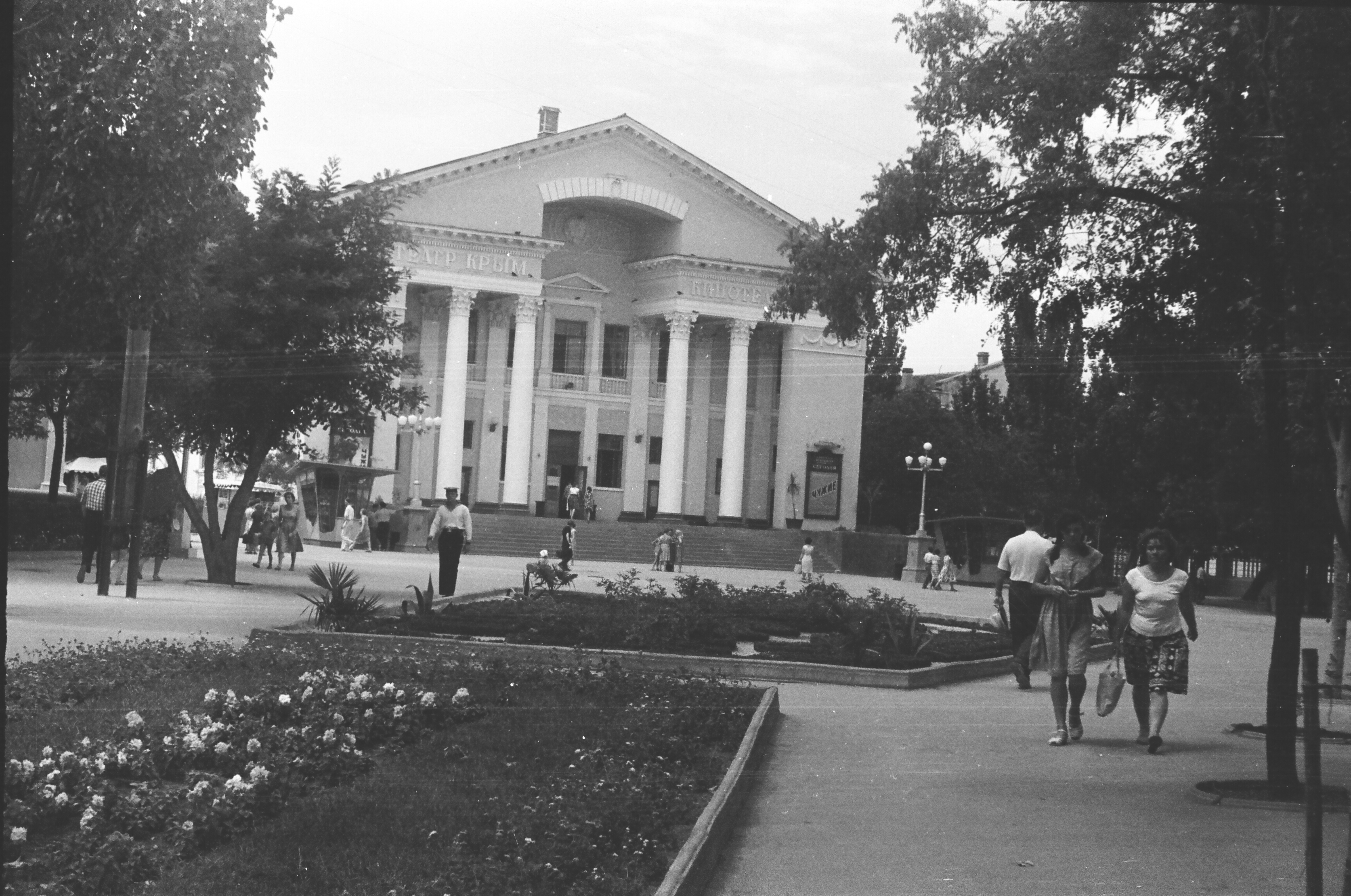
Показ фильма в Феодосии

Отсидевший в тюрьме за связь с националистическими бандами, Вилькишюс, освобождается и не может смириться с изменениями в колхозной жизни и решает покинуть деревню, не приняв тот факт, что его дочь Ирена воспитывалась в детском доме после смерти матери…

## В ролях
- Гражина Баландите — Ирена (дублировала Людмила Чупиро)
- Стасис Петронайтис — Антанас Довейка (дублировал Павел Кашлаков)
- Бронюс Бабкаускас — Вилькишюс (дублировал Ефим Копелян)
- Альбертас Шульцас — Эдвардас (дублировал Юрий Соловьёв)
- Казимира Кимантайте — мать Эдвардаса (дублировала Тамара Тимофеева)
- Наполеонас Накас — дядя Казимир (дублировал Николай Гаврилов)
- Констанция Кучинскайте — Эльвира (дублировала Майя Блинова)
- Кястутис Станейка — Йонас (дублировал Владимир Колокольцев)
- Винцас Алекнавичюс (дублировал Андрей Олеванов)
- Александрас Кярнагис — могильщик (дублировал Арон Подгур)
- Аурелия Микушаускайте — тёзка Ирины